# She's Like the Wind
Singles de Patrick Swayze
Raising Heaven (in Hell) Tonight
(1989)
She's Like the Wind est une chanson venant de la bande originale du film Dirty Dancing, interprétée par Patrick Swayze et sortie en 1987. Elle est coécrite par l’acteur et Stacy Widelitz. Elle est annoncée comme étant interprétée par Patrick Swayze et Wendy Fraser. Cette dernière est entendue dans la grande partie de la chanson, notamment lors du dernier refrain. La ballade rythmée atteint la troisième place du Billboard Hot 100 et première place au classement d’Adult contemporary.

## Sorties
La chanson est commercialement sortie en 45 tours dans quelques pays, avec un maxi 45 tours et une cassette qui est également réalisée.

### Liste de pistes
| 1. | She's Like the Wind | 3:49 |
| 2. | Stay                | 1:34 |

| 1. | She's Like the Wind | 3:49 |
| 2. | Stay                | 1:34 |

| 1. | She's Like the Wind | 3:49 |
| 2. | Stay                | 1:34 |